# 1956 (numero)
Millenovecentocinquantasei (1956) è il numero naturale dopo il 1955 e prima del 1957.

## Proprietà matematiche
- È un numero pari.
- È un numero composto da 8 divisori: 1, 2, 3, 4, 6, 12, 163, 326, 489, 652, 978, 1956. Poiché la somma dei suoi divisori (escluso il numero stesso) è 2636 > 1956, è un numero abbondante.
- È un numero rifattorizzabile in quanto divisibile per il numero dei propri divisori.
- È un numero intoccabile.
- È un numero ennagonale.
- È un numero semiperfetto in quanto pari alla somma di alcuni (o tutti) i suoi divisori.
- È un numero malvagio.
- È parte delle terne pitagoriche (815, 1956, 2119), (1467, 1956, 2445), (1956, 2608, 3260), (1956, 5705, 6031), (1956, 26533, 26605), (1956, 53120, 53156), (1956, 79695, 79719), (1956, 106267, 106285), (1956, 159408, 159420), (1956, 239117, 239125), (1956, 318825, 318831), (1956, 478240, 478244), (1956, 956483, 956485).

## Astronomia
- 1956 Artek è un asteroide della fascia principale del sistema solare.

## Astronautica
- Cosmos 1956 è un satellite artificiale russo.